# Jugosławia na Letnich Igrzyskach Olimpijskich 1972

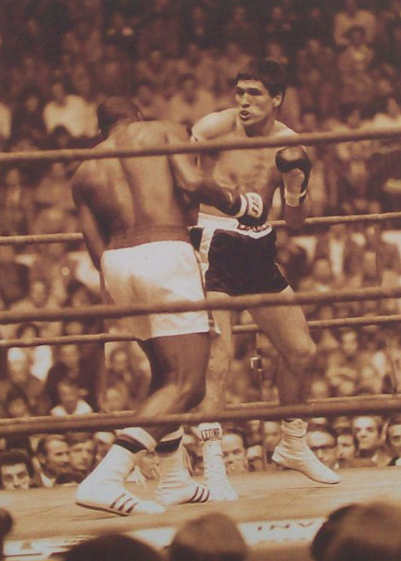
Mate Parlov, zdobywca złotego medalu

Jugosławię na Letnich Igrzyskach Olimpijskich 1972 reprezentowało 126 zawodników: 113 mężczyzn i 13 kobiet. Był to 12. start reprezentacji Jugosławii na letnich igrzyskach olimpijskich.
Najmłodszym jugosłowiańskim zawodnikiem na tych igrzyskach był 13-letni wioślarz, Jadran Radovčić, a najstarszym zawodnikiem był 38-letni kolarz, Radoš Čubrić.

## Zdobyte medale
| Medal    | Zawodnik | Dyscyplina     | Konkurencja                                            | Data        |
| -------- | --- | -------------- | ------------------------------------------------------ | ----------- |
| · Złoto  | Mate Parlov | · Boks         | Waga półciężka mężczyzn (-81 kg)                       | 9 września  |
| · Złoto  | Zoran Živković Abas Arslanagić Miroslav Pribanić Đorđe Lavrnić Slobodan Mišković Hrvoje Horvat Branislav Pokrajac Zdravko Miljak Milan Lazarević Nebojša Popović Zdenko Zorko Dobrivoje Selec Albin Vidović | · Piłka ręczna | Turniej mężczyzn                                       | 10 września |
| · Srebro | Josip Čorak | · Zapasy       | Waga lekkociężka stylem klasycznym mężczyzn (-90 kg)   | 10 września |
| · Brąz   | Zvonimir Vujin | · Boks         | Waga lekkopółciężka mężczyzn (-63,5 kg)                | 9 września  |
| · Brąz   | Milan Nenadić | · Zapasy       | Waga średniociężka stylem klasycznym mężczyzn (-82 kg) | 10 września |